# هوليس فرينش
هوليس فرينش (بالإنجليزية: Hollis French)‏ هو محامي وشخصية أعمال وسياسي أمريكي، ولد في 11 أكتوبر 1958 في نيوتن في الولايات المتحدة. حزبياً، نشط في الحزب الديمقراطي.